# 喬治·弗里曼

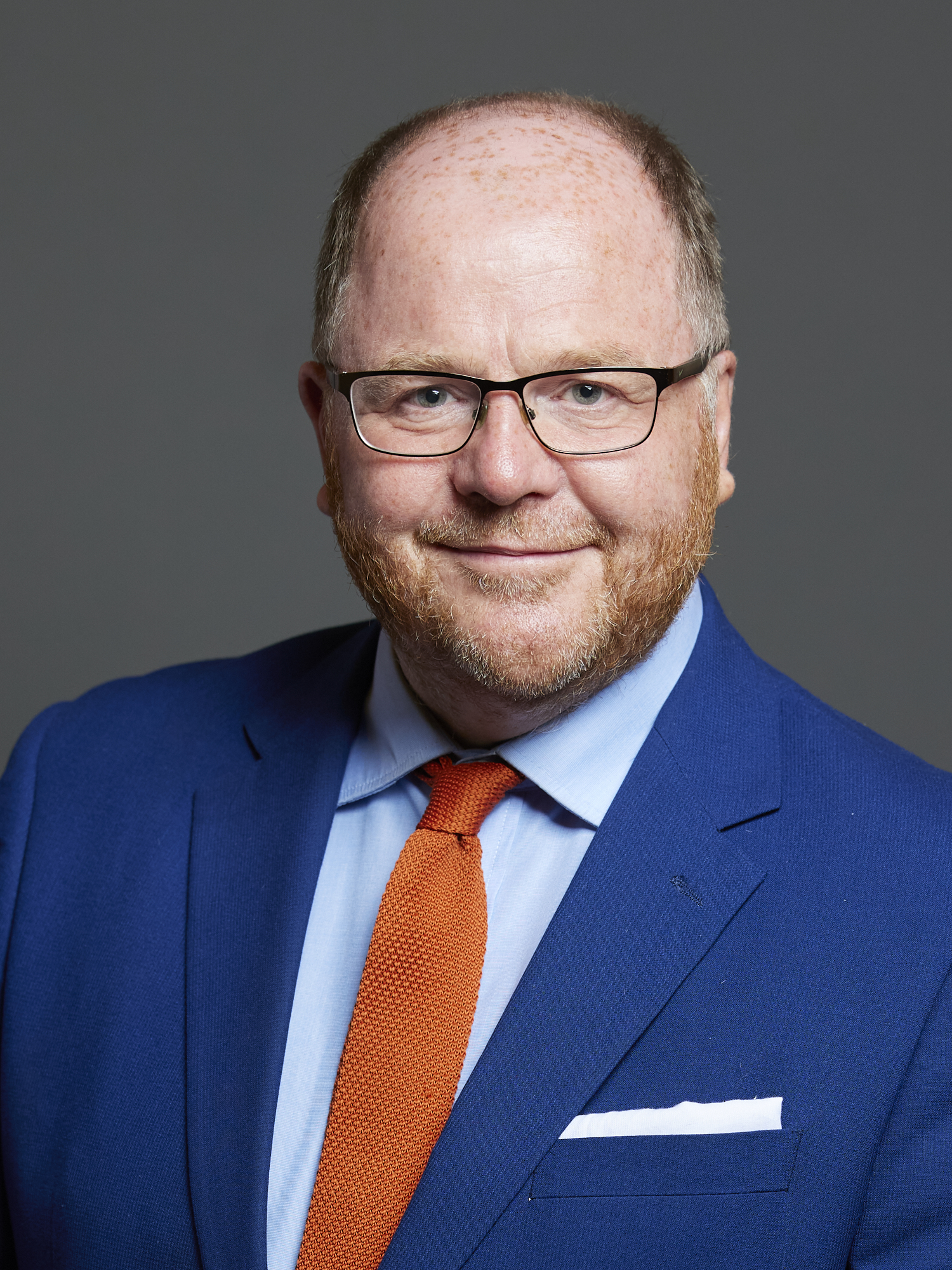

喬治·弗里曼（1967年7月12日—）是一位英格蘭政治人物，他的黨籍是保守黨。自2010年開始，他擔任中諾福克選區選出的英國下議院議員。他畢業於劍橋大學格頓學院。